# Brig o' Doon
Brig o 'Doon (známý také jako Auld Brig nebo Old Bridge of Doon) je středověký obloukový most při skotském městě Ayr.
Most byl postaven v 15. století, pravděpodobně kolem roku 1460. Podle historika Johna R. Humea ho dal postavit biskup James Kennedy, který zemřel v roce 1466, ale první písemná zmínka o mostě pochází z roku 1512. Most přemosťuje řeku Doon při Alloway, předměstí města Ayr. Hlavní rozpětí mostu má délku 22 m a vrchol oblouku se nachází 7.9 m nad řekou.
V roce 1816 byl nedaleko od mostu Brig o 'Doon postaven nový most New Bridge of Doon, který slouží pro silniční dopravu. Starý most dnes slouží pouze pro chodce.
Most je známý i díky básni Roberta Burnse Tam o 'Shanter z roku 1791. V blízkosti se nachází i Burnsův památník s památnou zahradou ze začátku 19. století.
Starý most je vyobrazen na skotské pětilibrové bankovce z roku 2007.